# Dampierre-sur-Salon
Dampierre-sur-Salon ist eine Gemeinde im französischen Département Haute-Saône in der Region Bourgogne-Franche-Comté. Es ist Hauptort des Kantons Dampierre-sur-Salon im Arrondissement Vesoul.

## Geographie
Dampierre-sur-Salon liegt auf einer Höhe von 201 m über dem Meeresspiegel, 14 Kilometer nordöstlich von Gray und etwa 36 Kilometer westsüdwestlich der Stadt Vesoul (Luftlinie). Das Dorf erstreckt sich im Westen des Départements, im Tal des Salon, kurz vor dessen Mündung in die Saône.
Die Fläche des 18,80 km² großen Gemeindegebiets umfasst einen Abschnitt der leicht gewellten Landschaft nordwestlich der Saône. Von Nordwesten nach Südosten wird das Gebiet vom Tal des Salon durchquert, der sich bei Dampierre für eine kurze Strecke in zwei Arme aufteilt. Die Alluvialniederung weist eine Breite von maximal einem Kilometer auf und liegt durchschnittlich auf 197 m. Das Salon-Tal ist rund 30 m tief in die umgebenden Plateaus eingesenkt, die im Mittel auf 230 m liegen.
Südwestlich des Salon reicht der Gemeindeboden bis in die Waldung des Bois de Vereux (bis 241 m). Nach Nordosten und Norden erstreckt sich das Areal auf ein ausgedehntes Plateau, das nur durch zwei Trockentäler, welche bei Dampierre in das Salon-Tal münden, untergliedert wird. Das Plateau besteht aus einer Wechsellagerung von kalkigen und sandig-mergeligen Sedimenten der oberen Jurazeit. Hier herrscht landwirtschaftliche Nutzung vor, doch gibt es auch einige Waldflächen. Ganz im Norden befindet sich die Waldfläche der Forêt de Dampierre, in der mit 270 m die höchste Erhebung von Dampierre-sur-Salon erreicht wird.
Nachbargemeinden von Dampierre-sur-Salon sind Fouvent-Saint-Andoche und Roche-et-Raucourt im Norden, Vaite im Osten, Autet und Vereux im Süden sowie Denèvre und Delain im Westen.

## Geschichte
Spuren eines gallorömischen Siedlungsplatzes weisen auf eine frühe Besiedlung des Gemeindegebietes hin. Auf der Flur La Rameuzelle wurden im 19. Jahrhundert Steinsarkophage gefunden, die aus der Burgunderzeit (6. Jahrhundert) stammen.
Vermutlich bereits im 7. oder 8. Jahrhundert entstand auf der Insel zwischen den beiden Flussläufen des Salon die Siedlung Dampierre. Im Lauf der Zeit entwickelte sich der Ort zu einem bedeutenden Städtchen, dessen Festungsmauern sieben Meter hoch und 1,5 m mächtig waren und mit mehreren Türmen bewehrt waren. Im Mittelalter gehörte Dampierre zur Freigrafschaft Burgund und darin zum Gebiet des Bailliage d’Amont. Die kirchliche Herrschaft hatte die Abtei Bèze inne. Das Städtchen und sein Umland gehörten bis Ende des 14. Jahrhunderts der Adelsfamilie Dampierre. Danach ging die Herrschaft an die Herren von Vergy und schließlich an die Pontailler über. Zusammen mit der Franche-Comté gelangte Dampierre mit dem Frieden von Nimwegen 1678 definitiv an Frankreich. Im Jahr 1746 wurde die Herrschaft Dampierre zum Marquisat erhoben.
Entlang dem Salon entwickelte sich schon früh Gewerbe, das von der Wasserkraft abhängig war. Bedeutend für Dampierre war ein Hochofen mit Schmiedewerk und Gießerei. Der Betrieb des Hochofens wurde 1860 eingestellt. Ferner gab es im Ort verschiedene Mühlen, Gerbereien, Sägereien und ein Steinwerk (Abbau von Kalkstein). Heute ist Dampierre-sur-Salon Verwaltungssitz des 42 Ortschaften umfassenden Gemeindeverbandes Communauté de communes des Quatre Rivières.

## Sehenswürdigkeiten
Die Kirche von Dampierre-sur-Salon wurde gegen Ende des 18. Jahrhunderts neu erbaut. Sie besitzt eine reiche Innenausstattung, darunter eine Kanzel (17. Jahrhundert), Gemälde aus dem 18. Jahrhundert und zahlreiche Grabplatten (16. bis 18. Jahrhundert). Der alte Ortskern ist geprägt durch verschiedene Bürgerhäuser mit Türmen, die teils auf das 16. Jahrhundert zurückgehen. Das Geburtshaus von Charles-Maurice Couyba stammt von 1789. Von den ehemaligen Befestigungsanlagen sind nur noch wenige Mauerfundamente erhalten. Im charakteristischen Stil der Haute-Saône wurde 1828 das Mairie-Lavoir nach Plänen des Architekten Louis Moreau errichtet. Das Rathaus wurde über einem rechteckigen Wasserbecken erbaut, das durch Arkadenbogen zugänglich ist und früher als Waschbecken und Viehtränke diente.

## Bevölkerung
Mit 1248 Einwohnern (1. Januar 2022) gehört Dampierre-sur-Salon zu den mittelgroßen Gemeinden des Département Haute-Saône. Nachdem die Einwohnerzahl in der ersten Hälfte des 20. Jahrhunderts deutlich abgenommen hatte (1881 wurden noch 1035 Personen gezählt), wurde während der 1960er und 1970er Jahre wieder ein Bevölkerungswachstum verzeichnet.
| Einwohner                  | 931 | 1076 | 1205 | 1237 | 1227 | 1218 | 1304 |
| Quellen: Cassini und INSEE |     |      |      |      |      |      |      |

## Wirtschaft und Infrastruktur

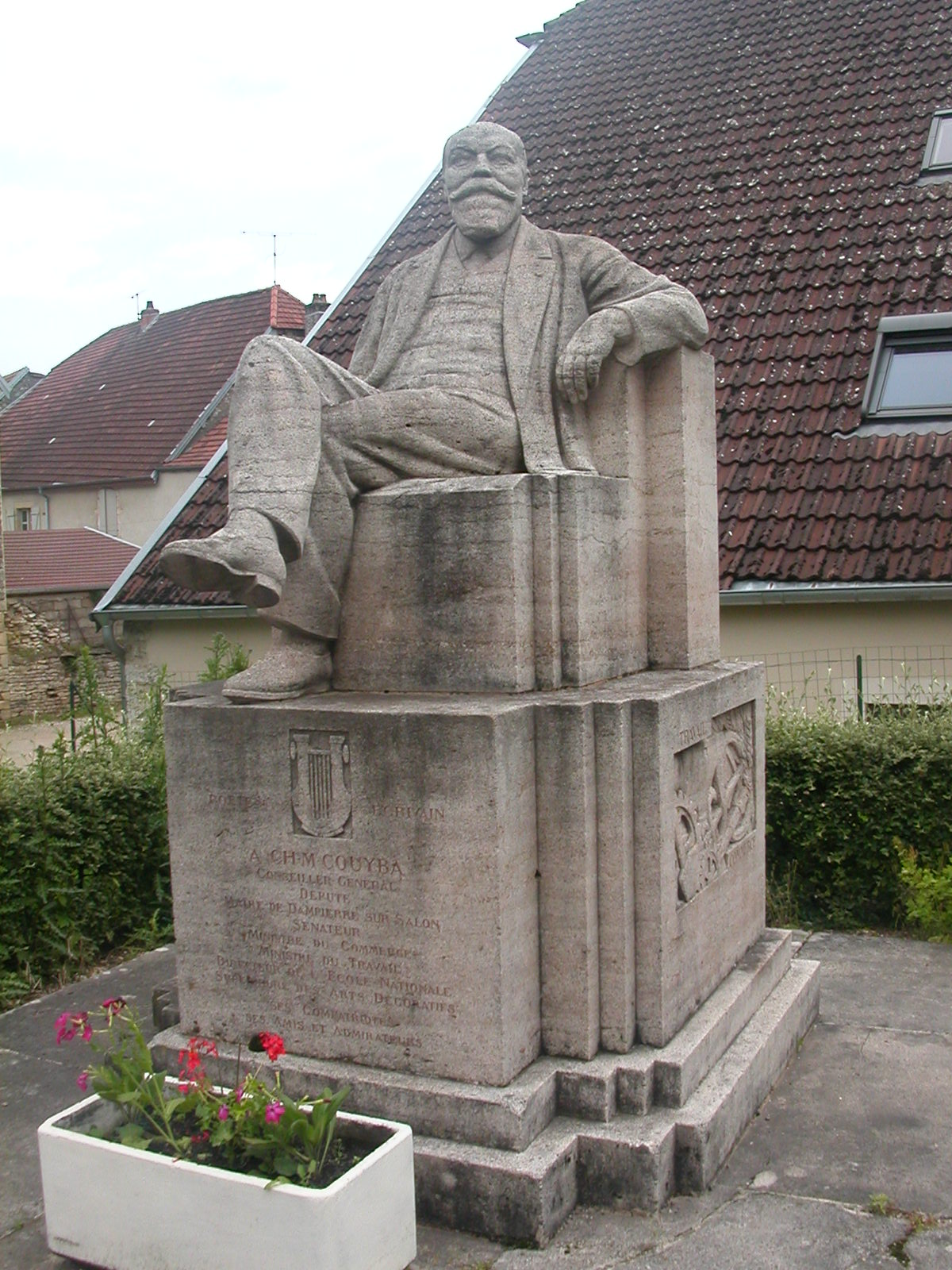
Statue von
Charles Couyba

Dampierre-sur-Salon war lange Zeit ein Städtchen, das durch Handel und Gewerbe, die Eisenwerke sowie die Verarbeitung der landwirtschaftlichen Produkte des Umlandes geprägt war. Heute ist Dampierre-sur-Salon ein Kleinzentrum, das zentralörtliche Funktionen für die nähere Region übernimmt. Es gibt zahlreiche Betriebe des Klein- und Mittelgewerbes, vor allem in den Bereichen Metallverarbeitung, Feinmechanik, Holzverarbeitung sowie Bau- und Transportwesen. Die Ortschaft verfügt über ein Collège, ein Kino und ein Seniorenheim sowie verschiedene Sporteinrichtungen.
Dampierre-sur-Salon liegt abseits der größeren Durchgangsachsen an einer Départementsstraße, die von Gray nach Combeaufontaine führt. Weitere Straßenverbindungen bestehen mit Seveux, Beaujeu, Champlitte und Roche-et-Raucourt.

## Persönlichkeiten
- Auguste Chapuis (1858–1933), Komponist, Organist und Musikpädagoge
- Charles-Maurice Couyba (1866–1931), Politiker und Schriftsteller